# Diplomă onorifică

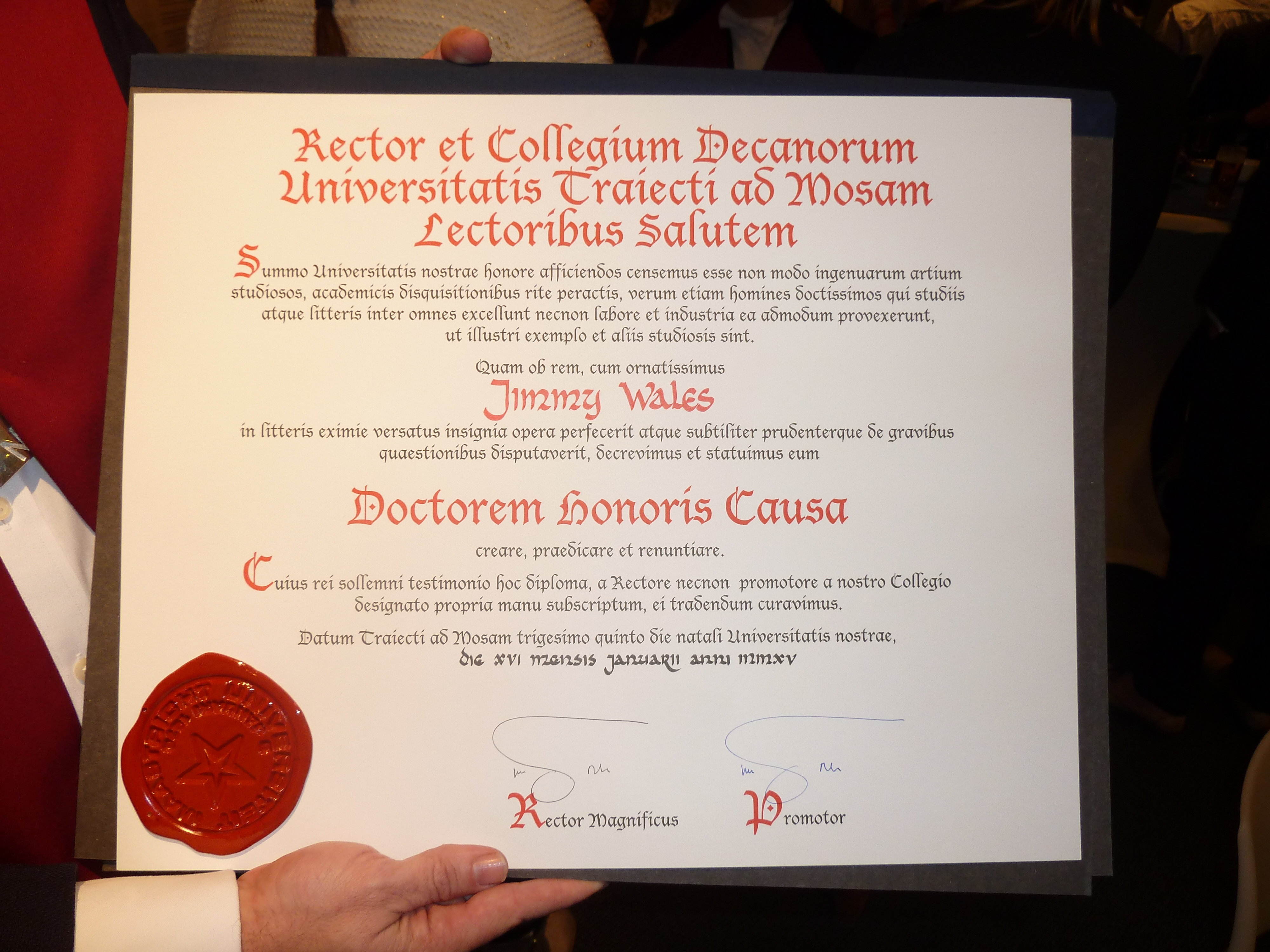
Doctorat honoris causa primit de Jimmy Wales de la Universitatea Maastricht (2015)

O diplomă onorifică este o diplomă academică pentru care o universitate (sau o altă instituție care acordă diplome) a renunțat la toate cerințele obișnuite. Este cunoscut și prin expresiile latine honoris causa („de dragul onoarei”) sau ad honorem („pentru onoare”). Gradul este de obicei un doctorat sau, mai puțin frecvent, o diplomă de master și poate fi acordat unei persoane care nu are nicio legătură anterioară cu instituția academică sau fără studii postliceale anterioare. Un exemplu de identificare a unui beneficiar al acestui premiu este următorul: Doctorat în Administrarea Afacerilor (Hon. Causa).
Diploma este adesea conferită ca o modalitate de a onora contribuțiile unui vizitator distins la un anumit domeniu sau la societate în general.
Uneori se recomandă ca astfel de grade să fie enumerate în curriculum vitae (CV) cuiva ca premiu, și nu în secțiunea de educație. În ceea ce privește utilizarea acestui titlu onorific, politicile instituțiilor de învățământ superior cer, în general, ca beneficiarii „să se abțină de la adoptarea titlului înșelător”  și ca titularul unui doctorat onorific să restricționeze utilizarea titlului „Dr” înainte de numele lor la orice angajament cu instituția de învățământ superior în cauză și nu în cadrul comunității mai largi. Theodore Hesburgh a deținut recordul pentru cele mai multe diplome onorifice, fiind distins cu 150 în timpul vieții sale.